# Telefonsvarare

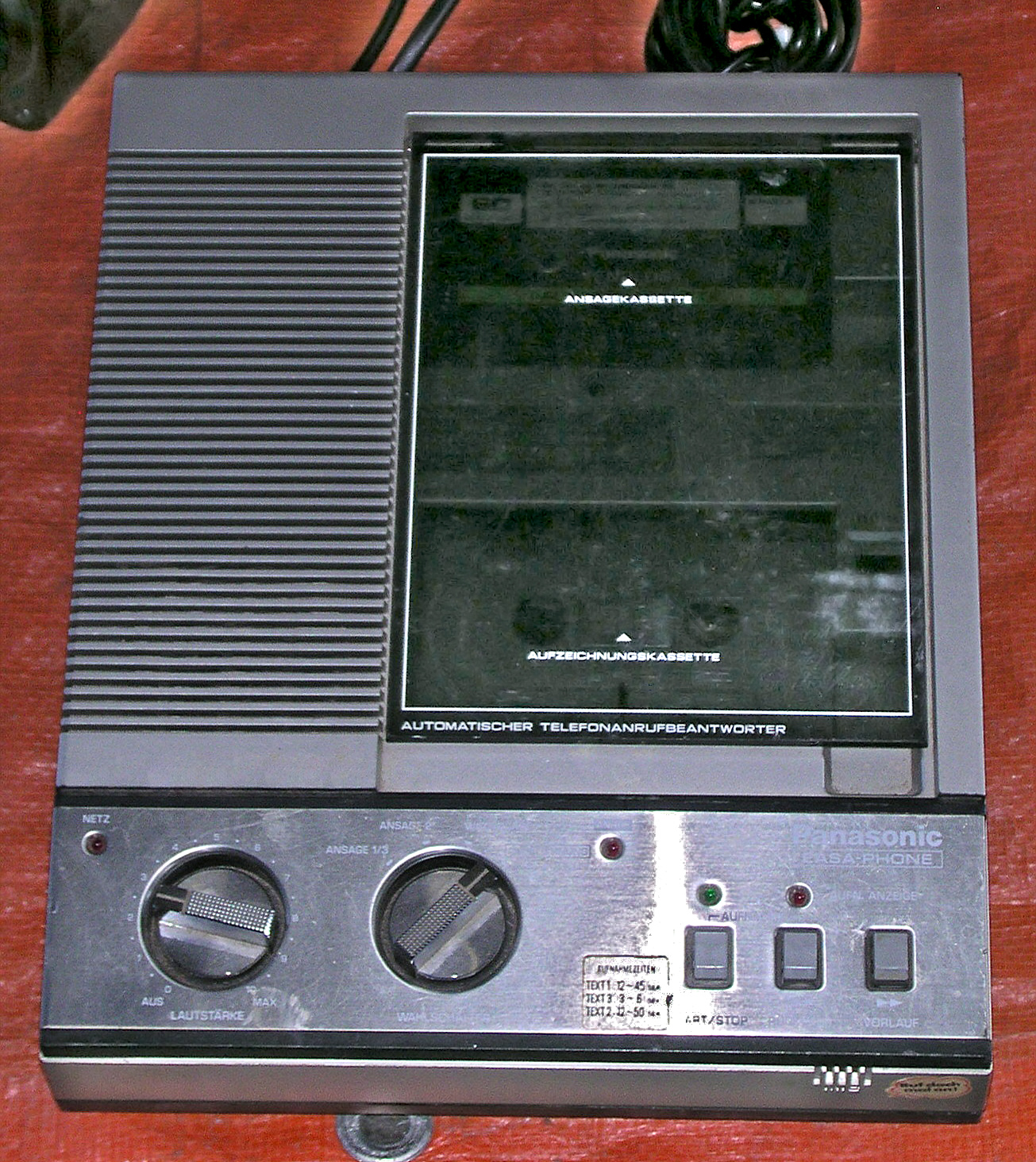
En äldre telefonsvarare med dubbla kassettband.

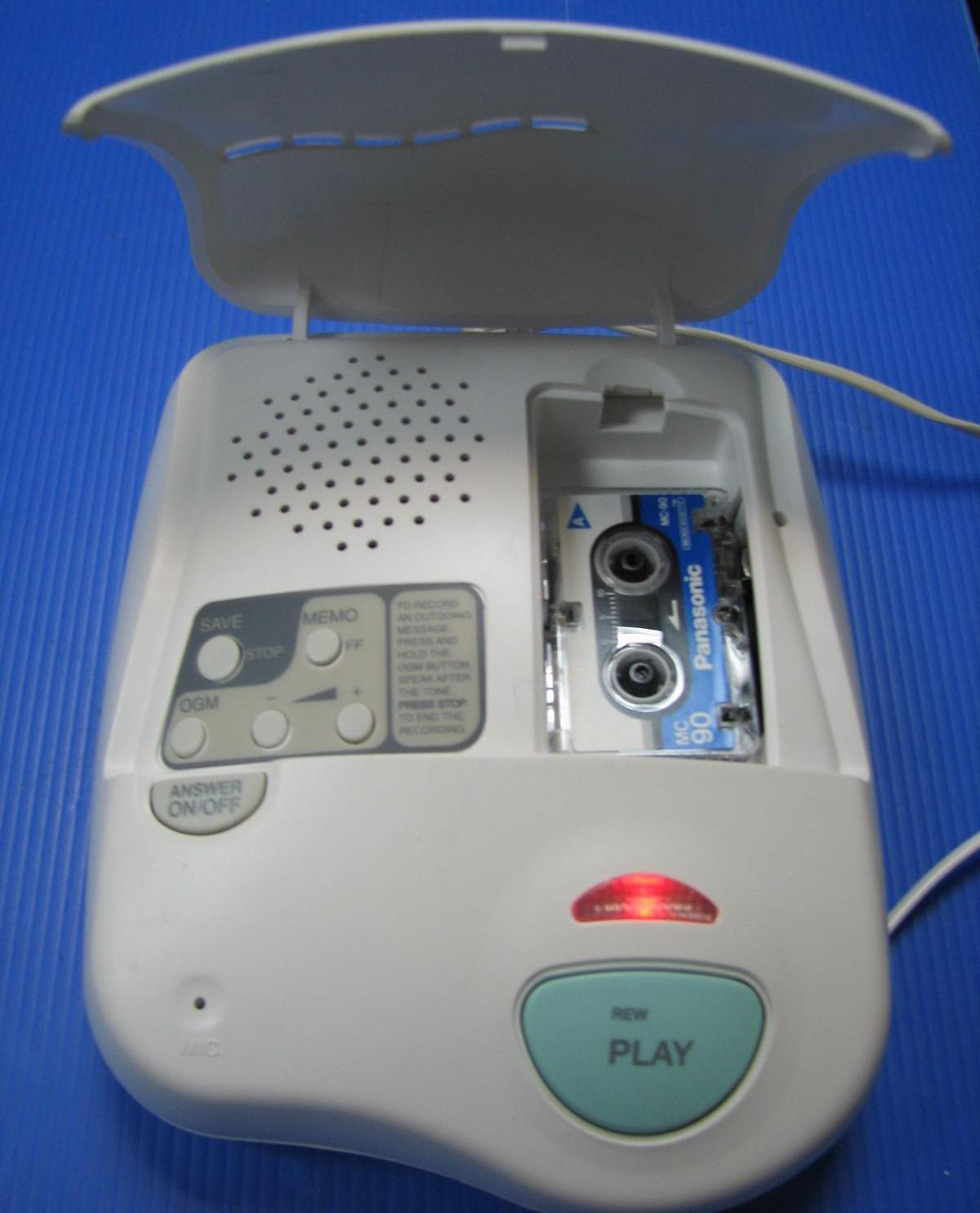
En telefonsvarare med mikrokassett.

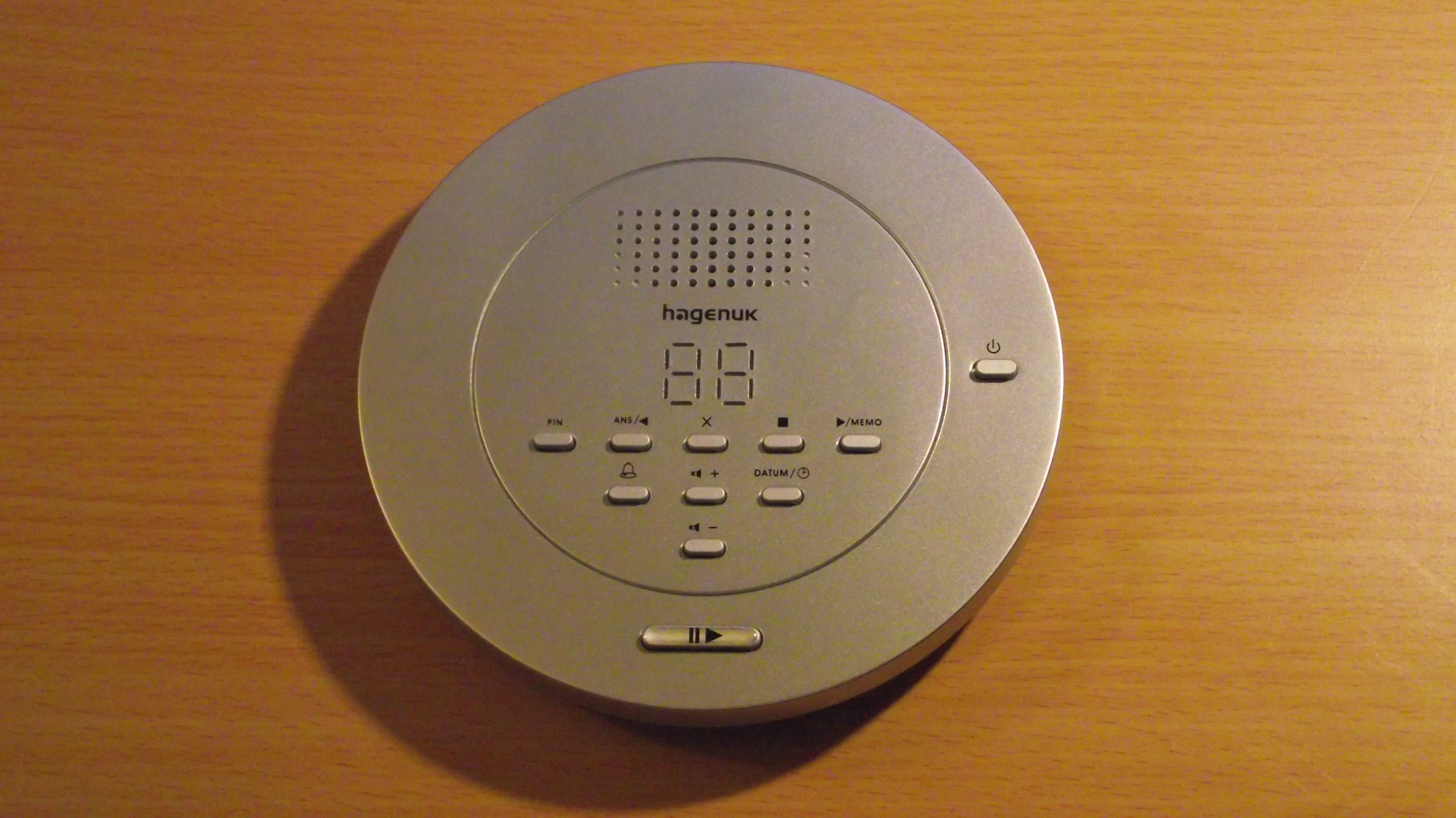
En telefonsvarare med elektroniskt minne.

En telefonsvarare är en apparat som besvarar ett telefonsamtal med ett förinspelat röstmeddelande när mottagaren inte kan eller vill ta emot det. Den ger även uppringaren möjlighet att lämna ett kort röstmeddelande till mottagaren.

## Funktion och utförande
Telefonsvarare kan aktiveras efter exempelvis andra eller fjärde ringsignalen, för att mottagaren först ska ha en chans att hinna svara personligen. Inspelade meddelanden kan spelas upp i efterhand, antingen direkt vid apparaten eller genom att ringa upp den och slå en sifferkod efter att apparaten har svarat. När telefonsvararen har medlyssningsfunktion kan mottagaren avlyssna meddelandet i realtid när den befinner sig vid telefonsvararen, och då överväga att själv svara i telefonen. Nyinkomna meddelanden indikeras ofta med en blinkande lysdiod eller digitala siffror. På äldre telefonsvarare spelades meddelanden in på magnetband. Under 1980-talet och början av 1990-talet var det vanligt med en mikrokassett, medan modernare apparater använder elektroniska minneskretsar för detta. Stora fasta telefoner kan ha inbyggd telefonsvarare.

## Telefonsvarartjänster
För mobiltelefoner används i stället mobilsvar, en röstbrevlåda som fungerar som en telefonsvarare, men är en funktion i telenätet som brukar ingå i telefonabonnemanget, vilket innebär att man måste "ringa upp" den med en kod för att exempelvis lyssna av inkomna meddelanden. Även om tjänsten i sig är gratis kan avgifter tillkomma för att ringa upp den. Vissa telefonbolag erbjuder telesvar mot en månadsavgift, en likvärdig tjänst för fast telefoni.

## Historia
Telefonsvararen är en dansk uppfinning av Valdemar Poulsen. Han utförde experiment där han spelade in signaler med hjälp av en metalltråd och en magnet. Signalerna kunde bevaras och spelas upp flera gånger.
År 1898 sökte han patent på den första apparaten som kunde fånga upp samtal. Den kallades telegrafon. Därefter utvecklade han modellen i början av 1900-talet. Den tekniska utvecklingen hade dock inte tagit fart och det dröjde till 1930-talet innan telefonsvarare kunde konstrueras med tillfredsställande resultat.
Svenska dagstidningar använde förr telefonsvarare för att erbjuda en tjänst som kallades telenytt. Allmänheten kunde ringa numret till tidningens telenytt och lyssna på nyheter som hänt efter att den senaste papperstidningen gått i tryck. Vestmanlands Läns Tidning hade fram till 2011 ett telenytt-nummer dit allmänheten kunde ringa för att lyssna på de senaste sportresultaten.